# 干部四化
「干部四化」即干部队伍「革命化、年轻化、知识化、专业化」的简称，源于1980年8月18日邓小平在《党和国家领导制度的改革》的讲话中明确指出：“我们选干部，要注意德才兼备。所谓德，最主要的，就是坚持社会主义道路和党的领导。在这个前提下，干部队伍要年轻化、知识化、专业化。”1982年9月党的十二大正式把“实现干部队伍的革命化、年轻化、知识化、专业化”这个新方针写入《中国共产党党章》。

## 具体过程
1978年，在党的十一届三中全会之前关于干部队伍的建设方针的提法是“德才兼备、又红又专”1980年1月，邓小平在《目前的形势和任务》的讲话中说：“要有一支坚持社会主义道路的、具有专业知识和能力的干部队伍”。8月，邓小平在《党和国家领导制度的改革》的讲话中说：“我们选干部，要注意德才兼备。所谓德，最主要的，就是坚持社会主义道路和党的领导。在这个前提下，干部队伍要年轻化、知识化、专业化。”12月，邓小平在中共中央工作会议上说：“要在坚持社会主义道路的前提下，使我们的干部队伍年轻化、知识化、专业化，并且要逐步制定完善的干部制度来加以保证。提出年轻化、知识化、专业化这三个条件，当然首先是要革命化，所以说要以坚持社会主义道路为前提。”1982年9月，党的十二大把“实现干部队伍的革命化、年轻化、知识化、专业化”正式写入党章。1992年，邓小平“南方讲话”中又强调：“要按照‘革命化、年轻化、知识化、专业化’的标准，选拔德才兼备的人进班子。”